# بديهية الفصل

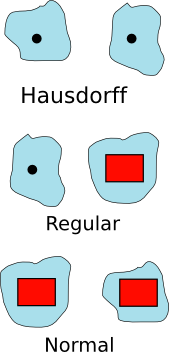
An illustration of some of the separation axioms. A blue region indicates an open set, a red rectangle a closed set, and a black dot a point.

تدخل بديهية الفصل في تعريف الفضاءات الطوبولوجية. عمل في هذا المجال عالم الرياضيات الروسي أندريه تيخونوف.